# Initiation
Initiation is het achtste studioalbum van Phil Thornton. Thornton speelde in die dagen nog in Mandragora, een snoeiharde spacerockband te vergelijken met Hawkwind en Ozric Tentacles. Tijdens een concert van Mandragora ontmoette hij Steven Gragg, een bespeler van de didgeridoo, een gesprek volgde en vervolgens doken beide heren de studio in. Thornton was verbaasd hoe het album aansloeg, zonder het te weten hadden de heren een gevoelige snaar geraakt. Het (relatieve) succes van het album is af te lezen aan het feit dat haar voorganger Natural magic (die tegelijkertijd werd uitgebracht) nooit verder is gekomen dan een uitgifte op muziekcassette.
De combinatie spacerock en de genres van dit album (new age, elektronische muziek en wereldmuziek lijkt een onmogelijke. Echter wanneer het geluid flink opgeschroefd wordt van deze compact disc, blijkt er nauwelijks verschil tussen deze trancevormende muziek en de intro's van Hawkwind, die eenzelfde stemming teweeg (moeten) brengen.
Het uitstapje naar wereldmuziek zou blijvend zijn. Later volgden nog invloeden vanuit bijvoorbeeld Egypte.

## Musici
- Phil Thornton – blokfluiten, e-bow-gitaar, chapman sticks, Tibetaanse bellen, diergeluiden en synthesizers
- Steven Gragg – didgeridoo, gezang, talking drum, sticks, handbellen en diergeluiden.

## Muziek
Allen van Thornton/Cragg

| Nr. | Titel         | Duur  |
| --- | ------------- | ----- |
| 1.  | Guiding light | 14:20 |
| 2.  | Initiation    | 11:40 |
| 3.  | Submission    | 12:45 |
| 4.  | New life      | 13:45 |